# Forbidden Siren (filme)
Siren (título norte-americano), conhecido como Forbidden Siren em todo o mundo, e com seu título original em japonês SAIREN, é um filme baseado em um jogo de videogame de 2003 de mesmo nome, Siren. O filme foi lançado no Japão no dia 11 de Fevereiro de 2006 para coincidir com a data do lançamento da sequência do primeiro jogo no país, o Siren 2 (lançado dois dias antes, em 9 de Fevereiro), no qual o filme também se baseou.

## Sinopse
O filme conta a história de uma jovem japonesa moradora de Tóquio chamada Yuki, cujo pai é escritor. Eles, juntamente com o irmão mais novo, Hideo, mudam-se para uma ilha isolada também japonesa chamada Yamijima para fazer tratamentos médicos psicológicos. A ilha tem uma história bastante estranho, além do fato de ter sido cemitério de soldados estadunidenses depois da guerra. A ilha tem também uma grande torre metálica que pode ser vista no ponto mais alto da ilha, e que inclusive ecoa uma sirene que pode ser ouvida em toda a ilha. Logo na sua chegada à ilha, Yuki nota que todos os moradores da ilha parecem ser muito estranhos. Pouco tempo após isto, Yuki fica ainda mais confusa quando uma vizinha conta-lhe a principal regra da ilha, que aliás é um alerta que todos os moradores locais devem obedecer: "quando a sirene tocar, você não pode sair de casa!"
Os aldeões parecem estar escondendo algo, e Yuki começa a suspeitar deles. Certo dia, Hideo foge e Yuki começa a ir atrás dele. Fazendo isto, Yuki nota que seu irmão Hideo está conversando com uma menina misteriosa, que o conta diversas histórias estranhas da ilha, incluindo uma espécie de hino de lá. Entretanto, quando Yuki chega perto dos dois e tenta interferir na conversa, a sirene toca e a menina desaparece. Após mais alguns fatos estranhos, Yuki descobre num documento no computador de seu pai, alguns acontecimentos da ilha e o seu folclore. Neste documento, afirma que há muito tempo a ilha vinha sendo usada para manter as vítimas de uma doença terrível, e por isso elas foram isoladas lá em Yamijima. Esta história diz que a carne e o sangue de uma sereia poderiam trazer a vida eterna e, consecutivamente, a cura para a tal doença. Os moradores capturaram uma sereia e a devoraram. Pouco antes da sereia ter morrido, ela gritou (que é o barulho ecoado pela sirene) e amaldiçoou a ilha.
Eventualmente, o pai de Yuki acaba tornando-se um shibito, portanto Yuki e Hideo tentam sair a todo custo da ilha, mas acabam percebendo que não há como escapar. Como um morador disse para Yuki anteriormente, o único meio de proteger-se era subindo na torre metálica proibida no centro de Yamijima. Uma vez lá, a história do filme muda completamente e descobrimos que a sereia, a menina misteriosa com quem Hideo falava, estava na imaginação de Yuki o tempo todo. Assim como todos os shibitos que eram apenas os morados da ilha, e Hideo, que havia morrido de uma doença pouco tempo antes de Yuki e seu pai se mudarem para a ilha. Como Yuki era a única que ainda via e falava com Hideo, os tratamentos clínicos não eram para seu irmão, como Yuki pensava, mas sim para sí própria. Ao saber disto tudo, Yuki tenta cometer suicídio, pulando do alto da torre de metal. De uma forma milagrosa, ela sobrevive e acaba ficando hospitalizada na ilha.
Do lado de fora de seu quarto no hospital, podemos ouvir o médico falar com o seu pai. O pai de Yuki explica ao doutor que, após o falecimento de sua esposa, Yuki tratava de Hideo como seu fosse sua mãe, e após a morte deste, ela sentiu-se culpada pelo fato ocorrido. Podemos ouvir também o médico falando com o pai de Yuki sobre ela poder se curar, caso ela tenha força de vontade. Ele explica também que Yuki havia imaginado toda aquela situação, pelo fato da morte de seu irmão ter abalado-a psicológicamente. Ele afirma que isto já havia acontecido há 29 anos, com uma outra pessoa, que afirmava que "a terceira sirene havia tocado", e começou a matar todo mundo. Durante isto, Yuki desperta com o soar da quarta sirene, enquanto a menina misteriora canta que "o portão do inferno já havia sido aberto". Ao finalmente entender toda a história, o médico de Yuki é assassinado por ela mesma com uma faca cravada nas costas. O filme se encerra com o céu tornando-se negro e o mar tornando-se vermelho novamente.